# 順豐速運總部大樓
順豐速運總部大樓（英文：SF Express Headquarter Building），位於中華人民共和國廣東省深圳市前海深港現代服務業合作區媽灣片區，鄰近媽灣港，是國內著名速遞公司順豐速運的新總部大樓。項目於2014年7月動工，預計2019年竣工。

## 建築特色
順豐總部由一幢高200米的辦公大樓組成，面積為76139平方米，當中70%樓面按規定須由順豐自用。
建築物整體呈長方形，並於四側設退台式設計；幕牆方面，則採用高度為兩層的豎向百葉玻璃幕牆，構成大樓外觀的肌理。
而在大樓內部，則以錯層方式設多個空中花園，可作多用途空間之餘，亦成為建築物的裝飾；而在45樓（連同46-49樓中空部分）及地下入口，亦分別設有一個空中花園，以及一個挑高4層的入口大堂。

## 建設歷程
- 2014年內，順豐速運以12億1100萬人民幣，投得此土地40年地上權。
- 2014年7月，項目正式動工，並由前海開發控股代為負責連同附近商廈的地基工程。
- 2016年6月，項目開始進行上蓋工程。同月23日，德國GMP建築師事務所獲委任為此項目建築師[4]。
- 2017年7月10日，大樓正式封頂[5]。
- 預計2019年內，順豐總部將正式遷入大樓。